# Nosopsyllus mokrzeckyi
Nosopsyllus mokrzeckyi är en loppart som först beskrevs av Wagner 1916.  Nosopsyllus mokrzeckyi ingår i släktet Nosopsyllus och familjen fågelloppor. Inga underarter finns listade i Catalogue of Life.